# Verrerie du Hochberg
Pour les articles homonymes, voir Hochberg (homonymie).
La verrerie du Hochberg est un monument historique situé à Wingen-sur-Moder, commune française située dans la circonscription administrative du Bas-Rhin et, depuis le 1er janvier 2021, dans le territoire de la Collectivité européenne d'Alsace, en région Grand Est. 

## Localisation
Ce bâtiment est situé au 40-42, rue du Hochberg à Wingen-sur-Moder.

## Historique
Fondée en 1715 par Jean-Adam Stenger, issu d'une vieille famille de verriers, l'ancienne verrerie du Hochberg, est aussi appelée Hanauer-Glashütte. 
La verrerie du Hochberg, construite en 1715 sous l’impulsion du comte de Hanau-Lichtenberg et du verrier Jean Adam Stenger, est rattachée à Wingen à la Révolution. En 1816, à la suite d'un mariage, la verrerie du Hochberg passe entre les mains de la famille Teutsch qui se lança dans la fabrication du verre plat à vitre de couleur, et fonctionna jusqu'en 1868. 
Les habitations ouvrières ont été construites avant 1834.

## Architecture
L'édifice fait l'objet d'une inscription sur l'inventaire supplémentaire des monuments historiques depuis 1996.
Un bâtiment nouveau a été construit pour étendre les espaces consacrés au musée. 
Le réaménagement a été réalisé par l'agence Wilmotte.